# Aeroportul Internațional Simón Bolívar din Santa Marta
Aeroportul Internațional Simón Bolívar din Santa Marta (IATA: SMR, ICAO: SKSM) este un aeroport din Santa Marta, Departamentul Magdalena, Columbia ce deservește zona Santa Marta. Aeroportul a fost tranzitat în 2022 de 3.745.615 pasageri. A fost numit după Simón Bolívar.
Situat la o altitudine de 7 m, aeroportul dispune de 1 pistă.

## Infrastructură

### Piste
Aeroportul dispune de o singură pistă. Pista 01/19 are suprafața de asfalt. 